# Tóth Gergely (történész)
Tóth Gergely (Kisvárda, 1977. augusztus 9.; bizonyos publikációiban: Tóth Gergely István) magyar történész, neolatin filológus. A Bibliotheca Scriptorum Medii Recentisque Aevorum és a Magyar Könyvszemle szerkesztőbizottsági tagja.

## Életrajz

### Tanulmányok
Középiskolai tanulmányait a Debreceni Református Kollégiumban végezte. 1995-ben felvételt nyert az ELTE BTK latin nyelv és irodalom, illetve történelem szakára. 2001-ben szerezte meg a diplomát mindkét szakon. Ugyanebben az évben vették fel az ELTE BTK Történettudományok Doktori Iskola kora újkori magyar történeti programjára. PhD-disszertációját 2008-ban védte meg, amelynek címe: Bél Mátyás „Notitia Hungariae novae...” című művének keletkezéstörténete és kéziratainak ismertetése.

### Munkássága
2002 és 2008 között az Országos Széchényi Könyvtár térképtárának volt a munkatársa. 2008-tól a Magyar Tudományos Akadémia Történettudományi Intézetének (később: BTK TTI) fiatal kutatója, majd tudományos munkatársa. 2010–2012 között az ELTE BTK Latin Nyelv és Irodalom Tanszékén oktatott megbízott előadóként. Fő kutatási területei: Bél Mátyás életművének kutatása, műveinek kiadása; Lackner Kristóf soproni polgármester munkásságának kutatása; Révay Péter koronaőr munkásságának feltárása, műveinek kiadása; protestáns és katolikus múltszemlélet a 16–18. században; kora újkori magyarországi történetírás.

## Kitüntetései
- Sahin-Tóth Péter Díj (2009)[3]
- Talentum Díj (2012)[4]
- Akadémiai Ifjúsági Díj (2012)[5]
- Klaniczay-díj (2017)[6]

## Legfontosabb publikációi
- Bél Mátyás: Sopron vármegye leírása. – Descriptio Comitatus Semproniensis. I–III. A latin szöveget gond. és ford. Déri Balázs (I.), Földváry Miklós (I.), Tóth Gergely (I–III.). Szerk. Kincses Katalin Mária. Sopron 2001–2006. (Sopron város történeti forrásai. C/ sorozat, 2–4. kötet.)
- Katona István: A kalocsai érseki egyház története. (Historia metropolitanae Colocensis ecclesiae.) II. rész. Fordította: Takács József. A fordítást szakmailag ellenőrizte és javította, a szöveghez kapcsolódó tárgyi jegyzeteket készítette: Tóth Gergely. Szerk.: Romsics Imre, Thoroczkay Gábor. Kalocsa 2003.
- Tomka Szászky János: Magyarország első történelmi atlasza. Magyarország történelmi és közigazgatási atlasza, 1751. Bevezetés az ókori és középkori Magyarország földrajzába (Introductio), 1781. A térképmagyarázatokat írta: Tóth Gergely. A Introductio szövegét fordította, a szöveghez tartozó jegyzeteket készítette, és a bevezető tanulmányokat írta: Tóth Gergely, Török Enikő. Budapest, 2004.
- Bél Mátyás kéziratai a pozsonyi evangélikus líceum könyvtárában (Katalógus). – Catalogus manuscriptorum Matthiae Bél, quae in bibliotheca Lycei Evangelici Posoniensis asservantur. Budapest, 2006. (Nemzeti Téka)
- Bél Mátyás pozsonyi tanítványai. A pozsonyi evangélikus líceum anyakönyvének vonatkozó részei Bél és utódai megjegyzéseivel. In: Lymbus. Magyarságtudományi Forrásközlemények. Felelős szerk.: Kerekes Dóra. Budapest, 2007. 179–208.
- Lackner Kristófnak, mindkét jog doktorának rövid önéletrajza. ― Vitae Christophori Lackhner I. U. D. Hominis, brevis consignatio. A szöveget gond. és ford., jegyz. és bev.: Tóth Gergely. Sopron, 2008. (Sopron város történeti forrásai. C/ sorozat, 5. kötet)
- Bél Mátyás „Notitia Hungariae novae…” c. művének keletkezéstörténete és kéziratainak ismertetése. Doktori disszertáció. Kézirat, Egyetemi Könyvtár. I–II. Budapest 2007. (védés éve: 2008.)b
- Bel, Matthias: Notitia Hungariae novae historico geographica... Comitatuum ineditorum tomi I–VI. Edendo operi praefuit et praefatus est Gregorius Tóth; textum recensuerunt notisque instruxerunt Ladislaus Glück, Zoltanus Gőzsy, Gregorius Tóth [et al.] Budapestini, 2011–2020.
- „Civilizált” őstörténet. A magyar nyelv és a magyar nemzet eredetének kutatása Bél Mátyás életművében. Történelmi Szemle, 54. (2012) 219–246.
- A magyar történetírás kritikája és megújításának programja az 1740-es évekből. Bél Mátyás és a Scriptores rerum Hungaricarum. Történelmi Szemle, 55. (2013) 593–617.
- Lutheránus országtörténet újsztoikus keretben: Révay Péter Monarchiája. In: Clio inter arma. Tanulmányok a 16–18. századi magyarországi történetírásról. Szerk. Tóth Gergely. Budapest, 2014. 117–147. [Monumenta Hungariae Historica. Dissertationes]
- Johannes Bocatius: Hungaroteutomachia vel colloquium de bello nunc inter Caesareos et Hungaros excitato. – Magyarnémetharc, avagy beszélgetés a császáriak és a magyarok között most fellángolt háborúról. S. a. r., ford., jegyz. Tóth Gergely; bev. Kees Teszelszky–Tóth Gergely. Budapest, 2014.
- Szent István, Szent Korona, államalapítás a protestáns történetírásban (16–18. század). Budapest, 2016.
- A mellőzéstől a hitvitákon át a nagy egyháztörténetekig: a magyarországi reformáció a 16–18. századi történetírásban. In: Egyházi társadalom a Magyar Királyságban a 16. században. Szerk. Varga Szabolcs, Vértesi Lázár. Pécs, 2017. 409–422.
- „Vestigia barbarae gentis”: Mátyás Bél on Ottoman and Post-Ottoman Hungary. In: Identity and Culture on Ottoman Hungary. Eds. Pál Ács–Pál Fodor. Klaus Schwarz Verlag, Berlin, 2017. (Studien zur Sprache, Geschichte und Kultur der Türkvölker 23.) 367–386.
- Ács Pál–Tóth Gergely (szerk.): „A magyar történet folytatója”: Tanulmányok Istvánffy Miklósról.  Budapest, 2018. (Magyar Történelmi Emlékek–Értekezések)
- Bűnbakképzés és propaganda: Az 1526. évi török hadjárat és a mohácsi csata a kora újkori történetírásban (I. rész: a 16. század történetírása.) In: Fodor Pál– Varga Szabolcs (szerk.): Több mint egy csata: Mohács. Az 1526. évi ütközet a magyar tudományos és kulturális emlékezetben. Budapest, 2019. (Mohács 1526–2026: Rekonstrukció és Emlékezet) 75–148.
- Állhatatosság és politika: Justus Lipsius munkásságának hatása (és hatástalansága) Révay Péter műveire. Irodalomtörténeti Közlemények 123 (2019) 5. sz. 567–584.
- Bél Mátyás: Dolgozat a hun-szkíta írásról. Ford., jegyz. Tóth Gergely. In: Benkő Elek, Sándor Klára, Vásáry István: A székely írás emlékei = Corpus Monumentorum Alphabeto Siculico Exaratorum. Budapest, Bölcsészettudományi Kutatóközpont, 2021. 674-729.
- Révay Péter: De monarchia et sacra corona Regni Hungariae centuriae septem. – A magyar királyság birodalmáról és szent koronájáról szóló hét század. Szerk., bev., jegyz.: Tóth Gergely; a szöveget gond. és ford.: Benei Bernadett, Jarmalov Rezső, Sánta Sára, Tóth Gergely. I–II. kötet. Budapest, 2021.